# Manuel Patrício Álvares
Manuel Patrício Álvares CvTE • OTE • CvNSC (Vila Nova de Cerveira, Vila Nova de Cerveira, 31 de Março de 1813 — Lisboa, 22 de Dezembro de 1878) foi um militar, magistrado e jornalista português.

## Biografia
Durante as Guerras Civis do século XIX, alistou-se no Batalhão de Voluntários do Minho, onde se distinguiu pela sua valentia. A 17 de Dezembro de 1831, foi ferido no peito por uma bala, e, dois anos depois, recebeu a cruz de Cavaleiro da Ordem Militar da Torre e Espada, do Valor, Lealdade e Mérito, pela bravura com que se batera na acção de 25 de Julho de 1833, no ataque geral das linhas do Marechal Louis Auguste Victor de Ghaisne de Bourmont, Conde de Bourmont.
Encarcerado seu pai na Cadeia de Barcelos pelos Miguelistas, foi, mais tarde, transferido para a Cadeia de Lamego. Manuel Patrício Álvares pediu, então, a incorporação nas Forças Liberais que iam partir para aquela cidade mas, quando lá chegou, com as maiores esperanças de o libertar, teve a notícia de que seu pai falecera três dias antes.
Terminada a Guerra Civil, deixou a vida militar, exercendo diversos empregos da Justiça, até que, em 1846, seguindo o Partido da Carta Constitucional de 1826, emigrou para a Espanha, em virtude dos acontecimentos políticos daquela época. Interveio, então, na tomada e sustentação da Praça-Forte de Valença, servindo sob as ordens do Conselheiro António Pereira dos Reis.
Foi Director das Alfândegas do Círculo de Valença e exerceu o rendoso lugar de Escrivão de Direito em Barcelos. Foi Escrivão do Tribunal da Boa Hora.
Os seus serviços foram recompensados com o grau de Oficial da Ordem Militar da Torre e Espada, do Valor, Lealdade e Mérito. Foi, também, condecorado com a cruz de Cavaleiro da Ordem de Nossa Senhora da Conceição de Vila Viçosa a 24 de Outubro de 1853 e com a Medalha das Campanhas da Liberdade.
Também se dedicou ao Jornalismo, sendo Correspondente de vários jornais, deixando abundante e boa colaboração.
Casou com Maria Clara da Assunção Pujol (? - 1887), de ascendência Catalã. Foram pais de António Maria Patrício Álvares (1846 - 1891), Escrivão de Direito, casado com Luzia Rodrigues Formosinho (1854 - 1930), filha de Sebastião Rodrigues Formosinho e de sua mulher Ana Gomes Pablo (1826 - 1893), de ascendência Espanhola, cuja filha Maria da Assunção Formosinho Patrício Álvares (1875 - 1954) casou com Frederico António Ferreira de Simas (Lisboa, 11 de Maio de 1872 - Lisboa, 7 de Outubro de 1945).